# Загорье (Витебск)
Загорье — часть города на юго-западной окраине Витебска в Первомайском районе. Бывшая деревня, вошедшая в состав города в 1991 году. Основная улица — Загорская (также существует 1-й, 2-й Загорский переулок), начинается от улицы Рассветной и идёт до Золотой горы (Юрьевой горки). Застройка усадебная, 32 двора. Действует автобусный маршрут 44.

## История
В 1632 году будущее Загорье образовалось в результате продажи и раздела имения «Марково», которое земянка Елена Ильинична Хлусович получила в наследство от своего отца Ильи Якубовича Чаплича. Новыми владельцами деревни стали сын Хлусович Пётр Гаевский и его жена Марина, урожденная Подвинская. По новым владельцам селению дали название «Гаевщина». В 1713 году Гаевщина перешла в собственность Маркова монастыря.
В конце XVIII века деревня числилась за графом Михаилом Казимировичем Патеем, но находилась в закладе у Маркова монастыря. По переписи за графом душ не состояло, а поселены были монастырские крестьяне. В начале XX века деревня Загорье относилась к Мишковской волости Витебского уезда, и в ней проживало 27 жителей в 4 дворах.
Деревня освобождена от немецко-фашистских захватчиков 26 июня 1944 года в ходе Витебско-Оршанской наступательной операции.